# Ronda del Sinú
La Ronda del Sinú es un parque lineal ubicado en Montería, Córdoba, a la orilla oriental del río Sinú. Fue construida en el año 2005 en la administración del alcalde León Fidel Ojeda.
Tiene aproximadamente 4 kilómetros de longitud. En sus instalaciones se puede encontrar diversos animales silvestres como iguanas, perezosos, ardillas y diversas especies de micos, así como la flora de bosque seco tropical propia de la región.

## Historia

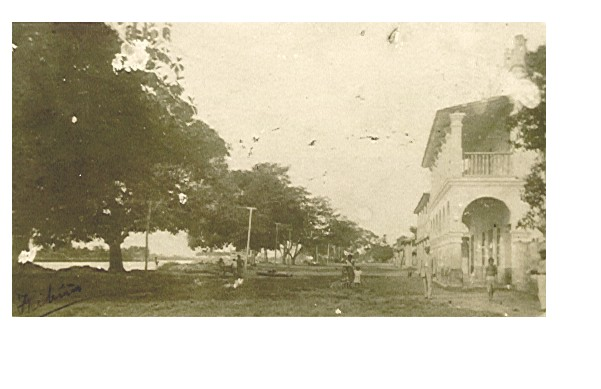
Avenida Primera en sus comienzos

Aproximadamente hasta 1952, la mayor actividad del transporte de carga y pasajeros se concentró en el río Sinú. Una parte se hacía entre las diferentes localidades apostadas en sus orillas, como Tierralta, Montería, San Pelayo, Cereté y Lorica. Pero el mayor comercio a través del río se hacía con la ciudad de Cartagena de Indias, principalmente por medio del puerto de Lorica.

## Actualidad

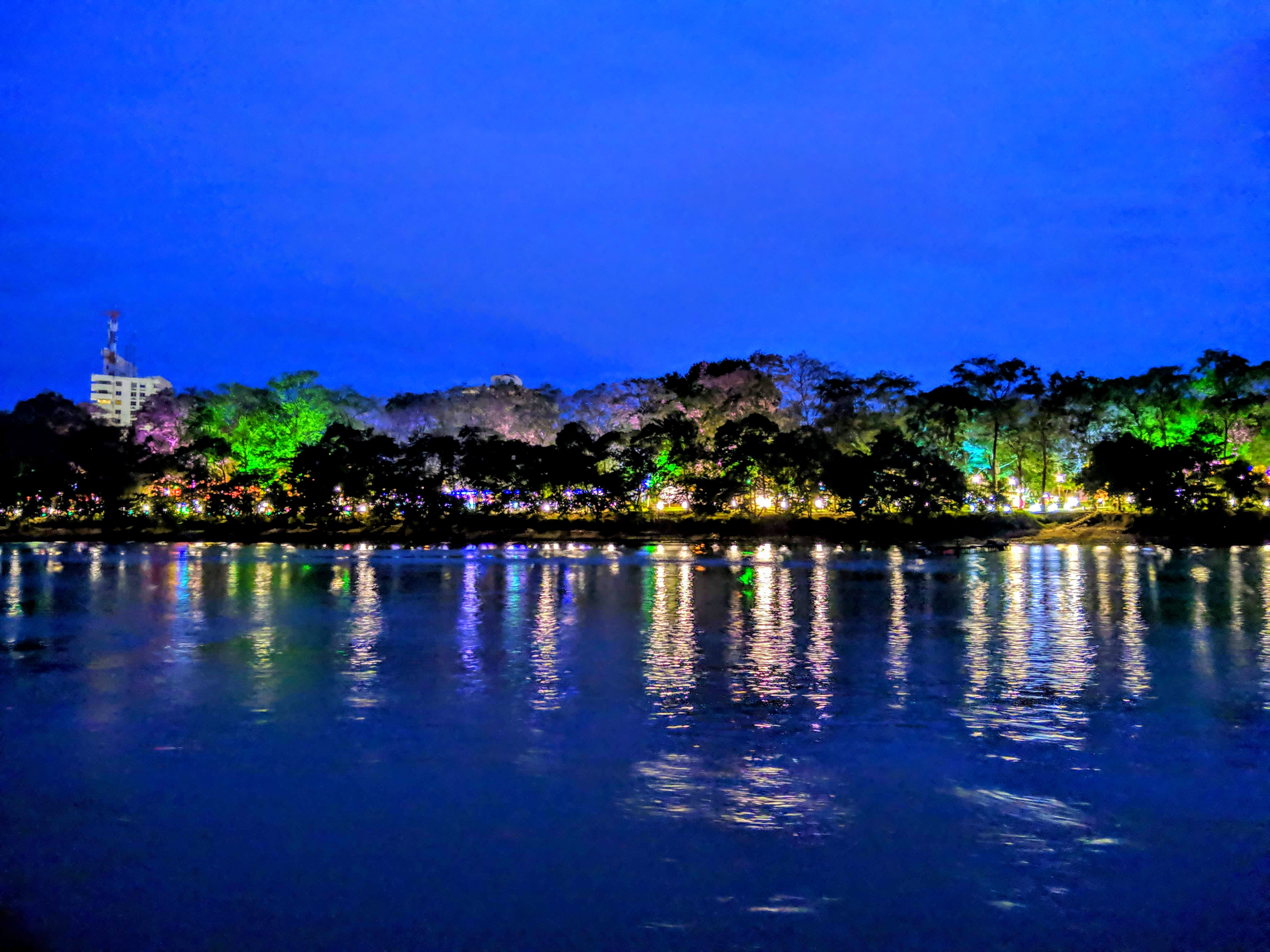
Alumbrado navideño en el Parque Ronda del Sinú

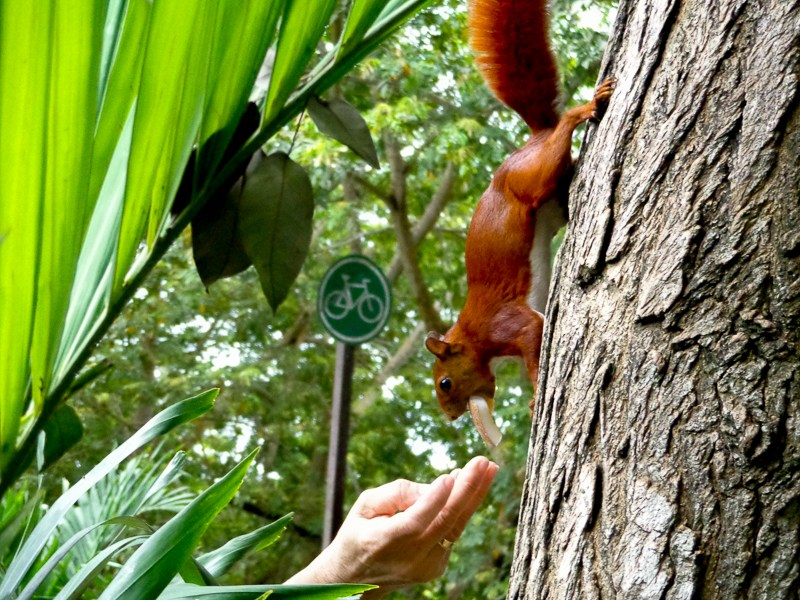

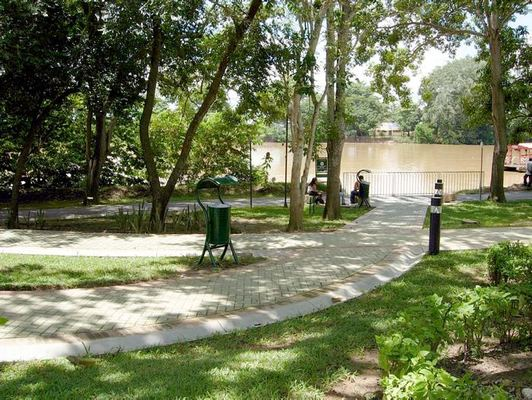

Actualmente la ronda recorre desde la Calle 21 hasta la 41 y empalman doce  con el Puente Segundo Centenario. La Ronda del Sinú es considerada el parque lineal más grande del mundo y ha sido motivo de múltiples reportajes. Varios alcaldes del país han visitado la ciudad para imitar este proyecto en sus regiones.

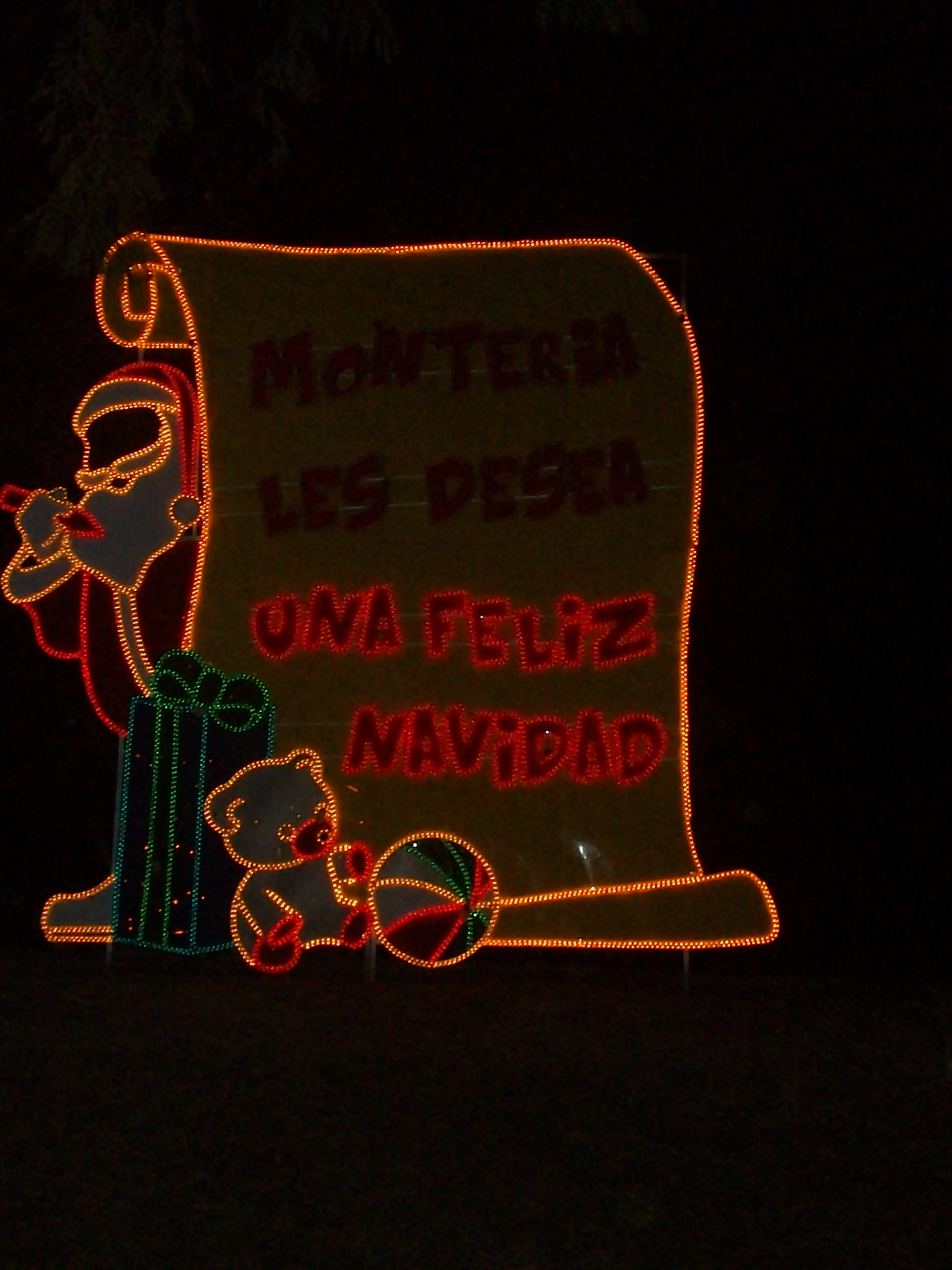
Ronda del Sinú en época de diciembre

El parque cuenta con zonas ecológicas, culturales, recreativas y artesanales.
- Zona Ecológica:

Es la parte más tranquila, sobre la cual se extiende el bosque de guama de mono; además rica en fauna y flora, allí se orientará hacia la educación ambiental.
- Zona Cultural:

Incluye museo y un área de exposición al aire libre, la cual es escenario de exposiciones itinerantes. También se encuentran ahí el teatrino al aire libre para obras de teatro, danza y música. Ubicada de la calle 24 hasta la calle 28.
- Zona de Recreación Activa:

Cuenta con juegos de niños, aprovechando el espacio abierto sin casi arborización. En un punto equidistante del Parque Ronda del Río Sinú, ahí se encuentra los restaurantes de comidas autóctonas e internacional. Además de Heladerías, Cajeros Automáticos y un CAI Turístico.
- Zona Artesanal y de Renovación:

Ubicada en la parte norte del parque rematando con el mercado público y el muelle. Todo lo anterior tiene una integración a nivel paisajístico arborizado desde el parque Simón Bolívar hasta la Avenida Primera.
El parque cuenta con zonas de descanso, ciclorrutas, zonas peatonales y puertos para el atraque de planchones, medio tradicional de los monterianos para cruzar de un lado del río al otro.
En épocas navideñas la ronda es el destino predilecto de monterianos y turistas, ya que es adornada por hermosas luces que iluminan que hacen del parque y el río un lugar maravilloso.

## Ronda del Norte

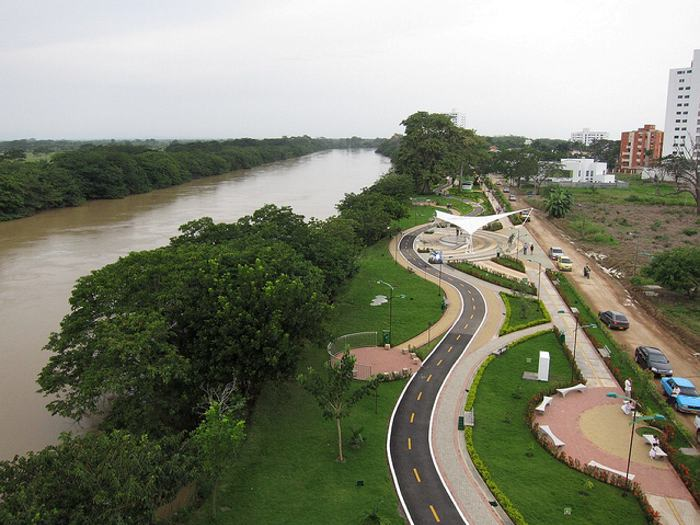
Ronda del Sinú Norte en el barrio El Recreo de la ciudad

Desde 2010 la ciudad cuenta con una nueva Ronda del Sinú, conocida como la Ronda del Norte. Fue entregada por el entonces alcalde, Marcos Daniel Pineda García. Se encuentra ubicada en el barrio El Recreo al norte de la ciudad, la cual cuenta con un mirador de 15 metros de alto, 5 pisos, una plazoleta de eventos en forma de sombrero vueltiao, 13 figuras de las culturas Finzenú, Panzenú y Zenúfana, sitios para almacenes, una ciclorruta y un andén paralelo a ella para peatones. Además de las mismas atracciones de la Ronda original.

## Ronda del Occidente
En 2017 la Alcaldía de la ciudad entrega la Ronda del Occidente, en la administración de Marcos Daniel Pineda García. Se encuentra ubicada en la margen izquierda del Río Sinú y cuenta con casi las mismas atracciones de la ronda original, como con zonas de descanso, gimnasios biosaludables, ciclorrutas, zonas peatonales, además de zonas especiales para las embarcaciones de los planchones.